# Un royaume assiégé
Un royaume assiégé est le premier tome de La Guerre du chaos, série de fantasy écrite par Raymond Elias Feist.
Le livre a été publié le 13 juillet 2012 aux éditions Bragelonne.

## Résumé
Dans l'empire de Kesh la Grande, les espions isliens de Jim Dasher disparaissent sans laisser de nouvelles. L'Empire de Kesh la Grande et ses Chiens Soldats veulent envahir l'Ouest, afin de reconquérir les terres qui leur ont été prises plusieurs siècles auparavant. C'est donc Martin ConDoin qui doit défendre le duché de Crydee des envahisseurs.
Sur la dimension démoniaque, on assiste à l'ascension d'un démon femelle surnommé Enfant, qui, à l'aide de son assistant, l'archiviste Belog, fuit la "Noirceur" (des Terreurs), qui engloutit leur monde. L'épisode se termine lorsqu'ils changent de forme et prennent l'apparence de deux êtres chers de Pug avant d'entrer dans la dimension qui abrite Midkemia.

## Personnages
Les personnages principaux sont :
- Martin, Henry (Hal) et Brendan ConDoin, fils du duc Henry de Crydee.
- Bethany, fille du comte Robert de Carse.
- Ty Fauconnier, fils adoptif de Ser Fauconnier.
- Jim Dasher Jamieson.
- Gulamendis, démoniste Taredhel.
- Pug.
- Magnus.
- Enfant, démon femelle.
- Belog, archiviste démon.
- Amirantha, warlock démoniste.
- Sandreena, chevalier-inflexible de l'ordre du Bouclier.

## Sources
- Le site officiel de Raymond E. Feist
- Le site des éditions Bragelonne
- Forum Les chroniques de Krondor (inscription requise)